# František Mysliveček
František Mysliveček (* 19. Juni 1965) ist ein ehemaliger tschechischer Fußballspieler.

## Karriere
Mysliveček begann seine Profilaufbahn 1984 beim tschechischen Zweitligisten Xaverov. Von 1985 bis 1987 war er bei VTJ Tábor unter Vertrag. 1987 kehrte er zu Xaverov zurück. 1988 wechselte er zum Erstligisten Slavia Prag. Für Slavia Prag bestritt er insgesamt 51 Erstligaspiele. 1990 wechselte er zum Ligakonkurrenten Bohemians Prag 1905. Im Jahr 1992 unterschrieb Mysliveček einen Vertrag beim japanischen Erstligisten JEF United Ichihara. Danach spielte er bei Ventforet Kofu und Brummell Sendai. 1997 kehrte er nach Tschechien zurück. Hier spielte er bis 1999 für FK Teplice, Bohemians Prag 1905, FK Kralupy 1901, FC Velim und SK Sparta Kolín. 1999 beendete er seine Karriere als Fußballspieler.